# Nakiska
Nakiska – ośrodek narciarski położony na stokach góry Mount Allan w południowo-zachodniej Kanadzie. Leży w prowincji Alberta, około 83 km na zachód od Calgary. Nazwa ośrodka podchodzi z języka Indian Kri i oznacza "Miejsce Spotkań". Nakiska posiada 64 trasy obsługiwane przez cztery wyciągi krzesełkowe i zajmuje powierzchnię około 3 km². Najdłuższa trasa liczy 3,3 km, od górnej stacji położonej na wysokości 2258 m do dolnej, położonej na wysokości 1479 m. Ośrodek jest własnością firmy Resorts of the Canadian Rockies, do której należą także między innymi ośrodki Mont-Sainte-Anne oraz Stoneham Mountain Resort.
Nakiska wybudowany został z myślą o Zimowych Igrzyskach Olimpijskich 1988, które odbywały się w pobliskim Calgary. Teren budowy wytyczono w 1983 roku, a obiekty zostały oddane do użytku trzy lata później, w grudniu 1986 roku. W trakcie igrzysk rozegrano tu wszystkie konkurencje narciarstwa alpejskiego. Podczas tych samych igrzysk odbyły się tu również pokazowe zawody w narciarstwie dowolnym.
W marcu 1987 roku ośrodek organizował ponadto zawody w ramach Pucharu Świata w narciarstwie alpejskim, obecnie rozgrywane są tu też zawody PŚ w narciarstwie dowolnym.